# Давиденко Олександр Петрович
Олекса́ндр Петро́вич Давиде́нко (7 серпня 1968, Київ) — український боксер і тренер, бронзовий призер чемпіонату Європи. Майстер спорту України міжнародного класу (1993). У 1990 на матчевій зустрічі команд з СРСР та США в Чикаго переміг з рахунком 3-0 майбутнього чемпіона світу у надважкій ваговій категорії Кріса Берда, того самого, який переможе 10 років по тому Віталія Кличко.
Тренери — В. Богуславський, А. Давиденко.

## Спортивна кар'єра
- Переможець молодіжного чемпіонату СРСР (1988).
- Срібний призер чемпіонату СРСР (1990).
- 2-разовий чемпіон України.

### Чемпіонат Європи 1993
- В 1/8 переміг Мехмеда Скоромаца (Боснія і Герцоговина) — 12-2
- В 1/4 переміг Кестутіса Джедаравічюса (Литва) — 10-3
- В півфіналі програв Дірку Ейгенбродт (Німеччина) — 0-5

## Після завершення виступів
Перейшов на тренерську діяльність — працює старшим викладачем кафедри спортивних єдиноборств Національного університету физичного виховання та спорту України.
Має звання судді міжнародної категорії EABA з боксу.